# Cesarstwo Meksyku (1864–1867)
Cesarstwo Meksyku (także Drugie Cesarstwo Meksyku, hiszp. Imperio Mexicano) – państwo powstałe wskutek francuskiej interwencji w Meksyku.
Władcą Meksyku został Maksymilian I, który nawiązując do poprzedniego okresu monarchii, adoptował wnuka dawnego cesarza, Augustína de Iturbide.
W wyniku wojny domowej, w której stroną republikańską dowodził Benito Juárez, cesarstwo obalono, ponownie ustanawiając w kraju republikę. Cesarz Maksymilian został zaś rozstrzelany.